# Esterlin
Der Esterlin war ein französisches Gewichtsmaß und stand für etwa 1,538 Gramm. In Frankreich war es ein Goldgewichtsmaß und war 28 ½ Gran Gewicht.
In den österreichischen Niederlanden war die Stellung des Maßes in der Maßkette 
- 1 Livre or Pond/Pfund = 2 Mark = 16 Once = 320 Esterlin = 1280 Felins = 10240 Aß = 1 Pond Troy of Holland[2]
- 1 Pfund = 320 Esterlin = 49.215,18 Zentigramm[3]

In Belgien war 1 Livre = 1000 Esterlin = 1000 Gramm.